# Reggie Fils-Aime
Reginald Fils-Aimé, detto Reggie (New York, 25 marzo 1961), è un dirigente d'azienda statunitense, ex presidente e direttore operativo (COO) di Nintendo of America, divisione nordamericana della casa videoludica giapponese Nintendo. È diventato molto famoso, oltre che per il suo ruolo all'interno della Nintendo of America, per il fenomeno di Internet "My body is ready!". Prima di diventare COO, Fils-Aimé fu "Executive Vice President of Sales and Marketing". Il 15 aprile 2019 si è dimesso dal ruolo di presidente di Nintendo of America.

## Biografia
Reggie Fils-Aimé nacque da immigrati haitiani, che arrivarono negli Stati Uniti a causa di idee politiche conflittuali dei nonni. Il nonno paterno era un generale a Haiti negli anni cinquanta, quando i militari hanno deposto il governo democraticamente eletto, che includeva il nonno materno. La madre di Reggie lavorava in un negozio e, nel 2007, è rappresentante capo delle vendite di una gioielleria. Il padre è un meccanico in pensione.
Nacque nel Bronx e si diplomò alla Brentwood High School nella Contea di Suffolk, Long Island e fu accettato alla Cornell University nel 1979. Alla Cornell, era presidente della fraternity Phi Sigma Kappa. Ha conseguito un Bachelor of Science in economia applicata nel 1983.

## Carriera
Fils-Aimé fu assunto alla Procter & Gamble nel programma di gestione del brand dell'azienda.
Ottenne anche una posizione come Senior Director di marketing nazionale di Pizza Hut, dove lanciò la Bigfoot Pizza e il Big New Yorker.
Fils-Aimé ha lavorato come Head of Marketing per Guinness Imports Co. negli Stati Uniti e fu responsabile di tutti i marchi. Ha anche lavorato come Chief Marketing Officer per Derby Cycle, dove ha diretto il marketing e le vendite di otto marchi in tutto il mondo. Fils-Aimé ha lavorato come Managing Director e ha supervisionato Raleigh U. K., la divisione britannica di Derby.
In seguito ha preso parte all'azienda di cibo cinese Panda Management Co. in qualità di Senior vice-president. Fu Senior vice-president anche di VH1 nel 2001 e ha smesso nel 2003. Fils-Aimé è stato responsabile di un incremento del 30% negli indici d'ascolto di VH1 grazie ad aver focalizzato il canale per piacere a spettatori più giovani. Fils-Aimé ha ideato e implementato la strategia di marketing per il Concert a New York, che ha raccolto più di 35 milioni di dollari per soccorso in seguito all'attentato dell'11 settembre.

### Nintendo

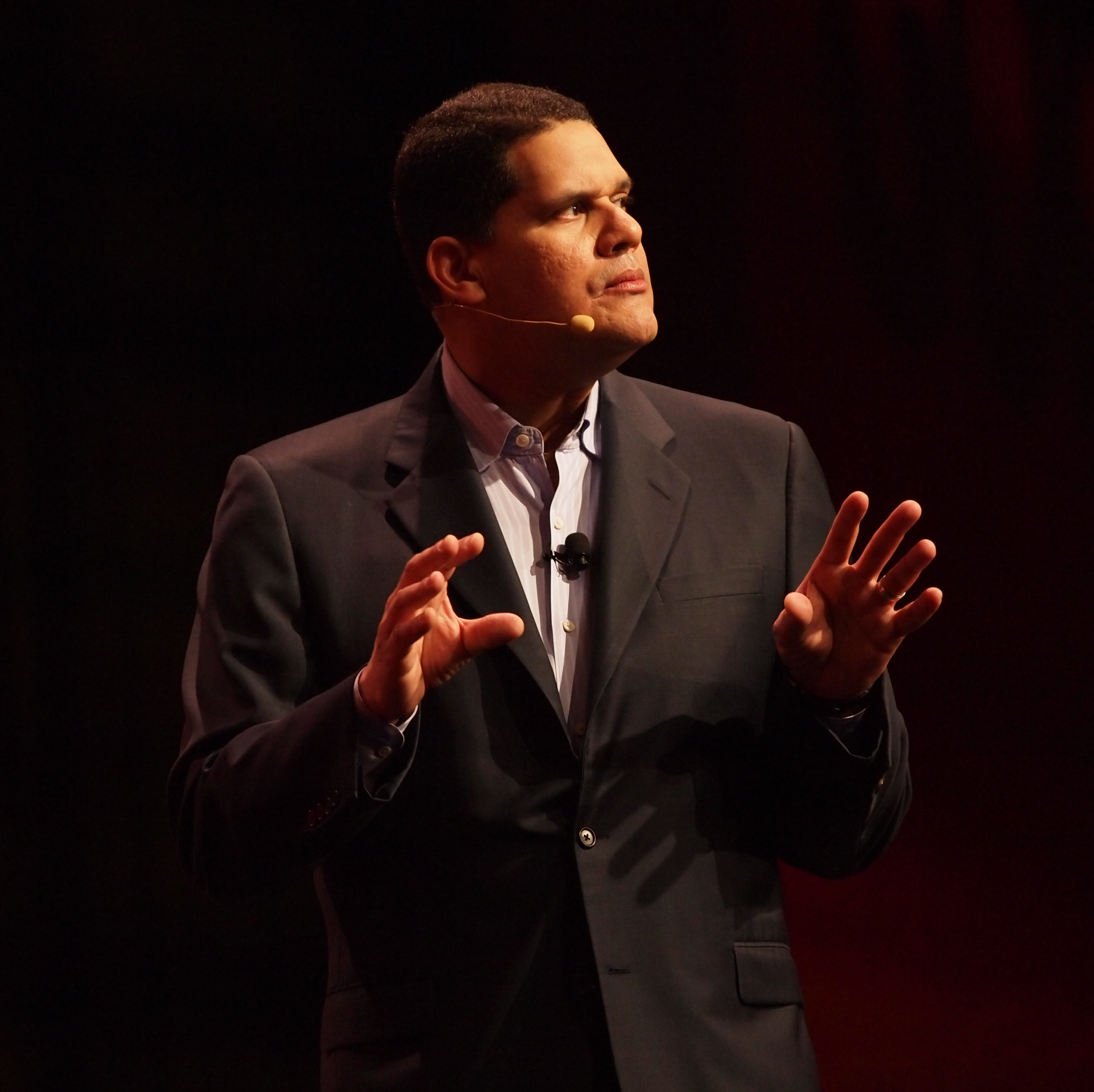
Fils-Aimé alla Game Developers Conference nel 2011

Fils-Aimé è entrato in Nintendo nel dicembre del 2003 come Executive Vice President of Sales and Marketing, Era il responsabile di tutte le attività di marketing e di vendite di Nintendo negli Stati Uniti, Canada e Sud America. Il 25 maggio 2006 Fils-Aimé il presidente e direttore operativo di Nintendo of America, diventando il primo americano ad avere questa posizione.
Fils-Aimé è diventato famoso nel maggio del 2004 con la frase di apertura della conferenza E3 di Nintendo. Il suo essere teatralmente scanzonato, in opposizione all'immagine conservatrice di Nintendo, ha guadagnato molto seguito poco dopo, con molti giocatori che lo chiamano "Regginator". Di seguito alla conferenza, sul web furono diffuse molte immagini di lui. Reggie è considerato il responsabile di aver svecchiato le pubbliche relazioni di Nintendo in Nord America, che ha portato molti fan e membri della stampa a soprannominare il suo arrivo "Reggielution" (dal nome in codice del Wii, "Revolution"). Ha attribuito il successo del Wii a una strategia di marketing ideata da Clayton Christensen:
L'11 luglio 2007, alla presentazione della Wii Balance Board, Fils-Aimé pronuncia la frase "My body... My body is ready." (il mio corpo è pronto), successivamente diventata un meme. Reggie cita il meme alla conferenza E3 del 2012 e al Late Night with Jimmy Fallon.
Il 15 aprile 2019 si è dimesso dal ruolo di presidente, poi ricoperto da Doug Bowser.

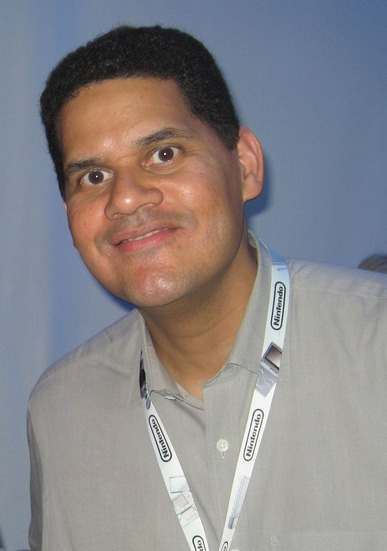
Fils-Aimé all'E3 2019

## Vita privata
Fils-Aimé è sposato con Stacey Sanner, sua fidanzata di lunga data, che ha incontrato quando lavorava alla VH1. Ha tre figli dal matrimonio precedente. Fils-Aimé ha cominciato a giocare ai videogiochi con i suoi figli quando avevano due e cinque anni. Nel 2006 viveva nell'Eastside di Seattle.

## Premi
- Clio Award[4]
- Due EFFIE d'oro[4]
- Premio AICP per pubblicità d'eccellenza[4]
- Silver Edison dall'American Marketing Institute[4]
- Nominato uno dei "Marketing 100" da Advertising Age nel 1998[4]